# Spezialbank
Spezialbank ist im Bankwesen ein Kreditinstitut, das nur spezifische Bankgeschäfte anbietet und/oder mit bestimmten Kundengruppen zusammenarbeitet. Gegensatz ist die Universalbank.

## Allgemeines
Während in Deutschland kaum rechtliche Beschränkungen vorliegen und theoretisch alle Kreditinstitute Universalbanken sein könnten, ist im Trennbankensystem eine Spezialisierung aller Banken gesetzlich vorgeschrieben oder historisch gewachsen. Das Spezialbankensystem baut auf eine starke Aufgabenteilung und Spezialisierung auf. Das hat zur Folge, dass ein Kunde mit universeller Nachfrage nach heterogenen Bankdienstleistungen diese nicht bei einer einzigen Bank befriedigen kann, sondern mit mehreren Instituten in Beziehung treten muss.
Bei Gründung der Bundesbank zählte diese in ihrem ersten Monatsbericht vom Januar 1949 insgesamt 44 Spezialbanken mit 12 Zweigstellen. Die Deutsche Bundesbank verwendete später den Begriff Spezialbank in ihrer Bankenstatistik nicht mehr. Anstatt dessen aggregiert sie die 122 Spezialbanken in Realkreditinstitute (17), Bausparkassen (21), „Banken mit Sonderaufgaben“ (19) und Sonstige (65). Der Begriff der Spezialbank ist jedoch wesentlich umfassender als diese Aufzählung, denn darüber hinaus sind bankbetrieblich noch weitere Arten zu berücksichtigen. 

## Arten
Allgemein ist zu unterscheiden zwischen Spezialbanken mit gesetzlichem Auftrag und freiwilligen Spezialinstituten. Zu den ersteren gehören Bausparkassen (öffentlich-rechtliche wie die Landesbausparkassen und private Bausparkassen), Kapitalanlagegesellschaften, Wertpapiersammelbanken, bundesweit tätige Förderbanken (die Kreditanstalt für Wiederaufbau und die Landwirtschaftliche Rentenbank), die Landesförderinstitute, Bürgschaftsbanken und Entwicklungsbanken (z. B. die Deutsche Investitions- und Entwicklungsgesellschaft). Sie entstanden meist aufgrund eines Gesetzes wie etwa die Bausparkassen durch das Bausparkassengesetz. Freiwillige Spezialinstitute sind die Teilzahlungsbanken, Autobanken („offene Konzernbanken“ wie VW Bank oder BMW Bank), Schiffsbanken, Kreditkartengesellschaften, Konzernbanken oder Branchenbanken (Bank für Sozialwirtschaft, Deutsche Apotheker- und Ärztebank oder Pax-Bank). Spezialbanken im engeren Sinne üben nur ein Bankgeschäft aus, entweder das Einlagengeschäft und das Kreditgeschäft (Commercial Banking) oder das Wertpapiergeschäft (Investment Banking). Im weiteren Sinne sind diese Spezialbanken nur an einem einzigen Ort vertreten.

## Bankbetriebliche Aspekte
Die Bankbetriebslehre untersucht insbesondere die Unterschiede zwischen Universalbanken und Spezialbanken. Universalbanken weisen im Regelfall eine wesentlich größere Betriebsgröße – gemessen an Bilanzsumme oder Geschäftsvolumen – auf als Spezialbanken. Der wichtigste Unterschied zwischen beiden ist das Unternehmerrisiko. Bei gleicher Betriebsgröße weist eine Spezialbank in der Regel ein höheres Risiko auf als Universalbanken, weil letztere durch ihr breiteres Produkt- und Kundenspektrum volkswirtschaftliche Risiken besser verarbeiten können. Die einseitige Konzentration der Spezialbanken auf bestimmte Bankgeschäfte und/oder Kunden lässt die erforderliche Diversifikation und Streuung der Risiken vermissen, es fehlt meist an Granularität bei gleichzeitiger Gefahr von Klumpenrisiken. Das gilt insbesondere für das vorhandene Kreditportfolio. Spezialbanken können auf Marktveränderungen unter Umständen nicht reagieren, insbesondere wenn ihr Geschäftszweck kraft Gesetzes eingeschränkt ist. Spezialbanken erwiesen sich als „Krisenherde“, da eine „erhebliche Koinzidenz zwischen Finanzkrisen und dem Trennbankensystem“ besteht. Das wurde während der Finanzkrise ab 2007 deutlich, als US-amerikanische Hypothekenbanken bei Immobilienfinanzierungen wegen einer Immobilienblase in die Krise gerieten, weil der überwiegende Teil ihrer Kreditnehmer die zinsniveaubedingten hohen Kreditzinsen nicht mehr bezahlen konnte. Da Hypothekenbanken oder Bausparkassen ausschließlich Immobilienkunden als Kreditnehmer und grundpfandrechtlich gesicherte Kredite mit hoher positiver Korrelation zum Immobilienmarkt aufweisen, ist ein Risikoausgleich durch andere Kreditnehmergruppen und Branchen nicht möglich. Das gilt tendenziell auch für die meisten anderen Spezialbanken. Im Gegensatz dazu verfügen allerdings staatliche Förderbanken aufgrund ihres gesetzlich definierten Förderauftrags in der Regel über ein sehr risikoarmes Geschäftsmodell. 
Die von Spezialbanken angebotenen Produkte können durch Massenfertigung kostengünstig erstellt werden; diese Kostenvorteile können sie am Markt weitergeben. Spezialbanken sichern sich typischerweise gegen Zinsänderungsrisiken ab, Kredit- und Spezialbanken weisen oft einen intensiveren Eigenhandel auf als Sparkassen und Genossenschaftsbanken. Wegen der Spezialisierung können sich ihre Mitarbeiter tiefgehendes Spezialwissen aneignen, das zu einem besonders hohen Kundennutzen beitragen kann. Der limitierte Umfang ihres Bankgeschäfts ermöglicht jedenfalls eine sorgfältige und effektive Bankenaufsicht. Bei einer geringen Betriebsgröße ist ihre Rettung während einer Bankenkrise mit geringerem finanziellem Aufwand verbunden als bei Universalbanken. 
Das neue Pfandbriefgesetz hält seit Mai 2005 nicht mehr am Spezialbankenprinzip des vorherigen Hypothekenbankgesetzes fest, sondern ermöglicht nunmehr allen Kreditinstituten die Emission von Pfandbriefen, wenn die gesetzlichen Voraussetzungen erfüllt sind.

## International
Ein Trennbankensystem führt automatisch zur Entstehung von Spezialbanken. In den USA galt von Juni 1933 bis November 1999 aufgrund des Glass-Steagall Act das Trennbankensystem, das eine Segmentierung des Bankenmarktes in Commercial Banking, Investment Banking und den Sektor der Einlageninstitute erzwang. Aber bereits vorher gab es dort ein Trennbankensystem durch verschiedene Gesetze wie den Free Banking Act vom April 1838, die durch die oberste Rechtsprechung seit 1876 zu einem faktischen Trennbankensystem ausgelegt wurden. Auch der Conseil national de la Résistance hatte in Frankreich 1944 diese Maßnahme eingeführt, hier wurde sie bereits 1984 abgeschafft. Dem deutschen Bankensystem näherte sich das amerikanische Bankensystem wegen der weitest gehenden Aufhebung der Trennbankenvorschrift durch den Gramm-Leach-Bliley Act vom November 1999 sowie der Tatsache an, dass alle großen Investmentbanken im Rahmen der Finanzkrise von 2007 entweder von Universalbanken übernommen wurden oder ihren Status zu einer Universalbank änderten. 
Das Trennbankensystem in Großbritannien beruhte auf einer traditionellen Arbeitsteilung englischer Banken. Sie spezialisierten sich früh auf Handelsfinanzierungs-, Wertpapier- oder Beteiligungsaufgaben. Diese Spezialinstitute nannten sich „Merchant Banks“ und begannen bereits im 18. Jahrhundert. Seitdem sich auch Großbritannien 1986 vom Trennbankensystem verabschiedet hatte, gibt es eine unverkennbare Entwicklung hin zum Universalbankensystem. Seither bestehen dort nebeneinander „Deposit banks“, „Merchant banks“ und „Investment banks“.
In China entstanden durch die Aufspaltung der People’s Bank of China im Jahre 1984 neben einer Zentralbank gleich vier staatliche Spezialbanken für verschiedene Sektoren und Aufgaben (Commercial Bank of China, Agricultural Bank of China, China Construction Bank und Bank of China).